# ファルコンズ
ファルコンズ（The Falcons）は、アメリカのリズム・アンド・ブルースのボーカル・グループであり、そのメンバーの何人かはソウルミュージックに影響を与え続けた。

## 略歴
ファルコンズは、1955年にミシガン州デトロイトでレコードレーベルであるマーキュリー・レコードにおいて結成された。1956年にメンバー・チェンジがあった後、ファルコンズはル・パイン・レコード (Lu Pine Records)レーベルから、ミリオンセラーとなった「You're So Fine」（1959年）、「I Found a Love」（1962年）というヒットを手にした。ファルコンズは、グループにゴスペル・サウンドを与えたロバート・ウェストのプロデュースの下、自身のフリック・レーベルにおいて彼らの録音を行った。「You're So Fine」は、フリックからピックアップされた後、ユナイテッド・アーティスツ・アナート・レーベルから再発され、17位にランクインする全国的なヒット曲となった。
ジョー・スタッブスは、ウィルソン・ピケットが1960年に彼の後釜となる前、シングル「Just for Your Love」（1959年）と「The Teacher」（1960年）でリードシンガーを務めた。1963年以降、ファビュラス・プレイボーイズがファルコンズの名前を引き継いだ。後者のグループは、カーリス・"ソニー"・マンロー、ジェイムス・ギブソン、ジョニー・アルヴィン、アルトン・ハロウェルで構成されていた。このグループは1966年に「Standing on Guard」でR&Bチャート入りを果たしている。2005年、マンローが、フランク・ガルシア、カルヴァン・スティーブンソン、チャーニッサ・スティーブンソンとともにグループを短期的に再結成した。
歌手兼ソングライターのウィリー・スコフィールド（1939年12月30日生まれ）は、2021年3月30日、ミシガン州サウスフィールドの自宅にて81歳で急性腎不全によって亡くなった。

## メンバー
一部のメンバーは時間の経過とともに交代された。
- ジョー・スタッブス (Joe Stubbs 1957年–1960年)
- エディ・フロイド (Eddie Floyd 1957年–1963年)
- ウィルソン・ピケット (Wilson Pickett 1960年–1963年)
- マーク・ライス (Mack Rice 1957年–1963年)
- ランス・フィニー (Lance Finney 1957年–1963年)
- ウィリー・スコフィールド (Willie Schofield 1957年–1963年)
- ロバート・ウォード (Robert Ward 1957年–1963年)
- カーリス・マンロー (Carlis "Sonny" Munro 1963年–2008年)
- フランク・ガルシア (Francisco "Frank" Garcia II 2005年–2008年)
- カルヴァン・スティーブンソン (Calvin "Dhaak" Stephenson 2005年–2008年)
- チャーニッサ・スティーブンソン (Charnissa Stephenson 2006年–2008年)

## ディスコグラフィ

### シングル
- "You're So Fine" (1959年)
- "You're Mine" (1959年)
- "Just for Your Love" (1959年)
- "The Teacher" (1960年)
- "I Found a Love" (1962年)
- "Standing on Guard" (1966年)